# Hōbunsha

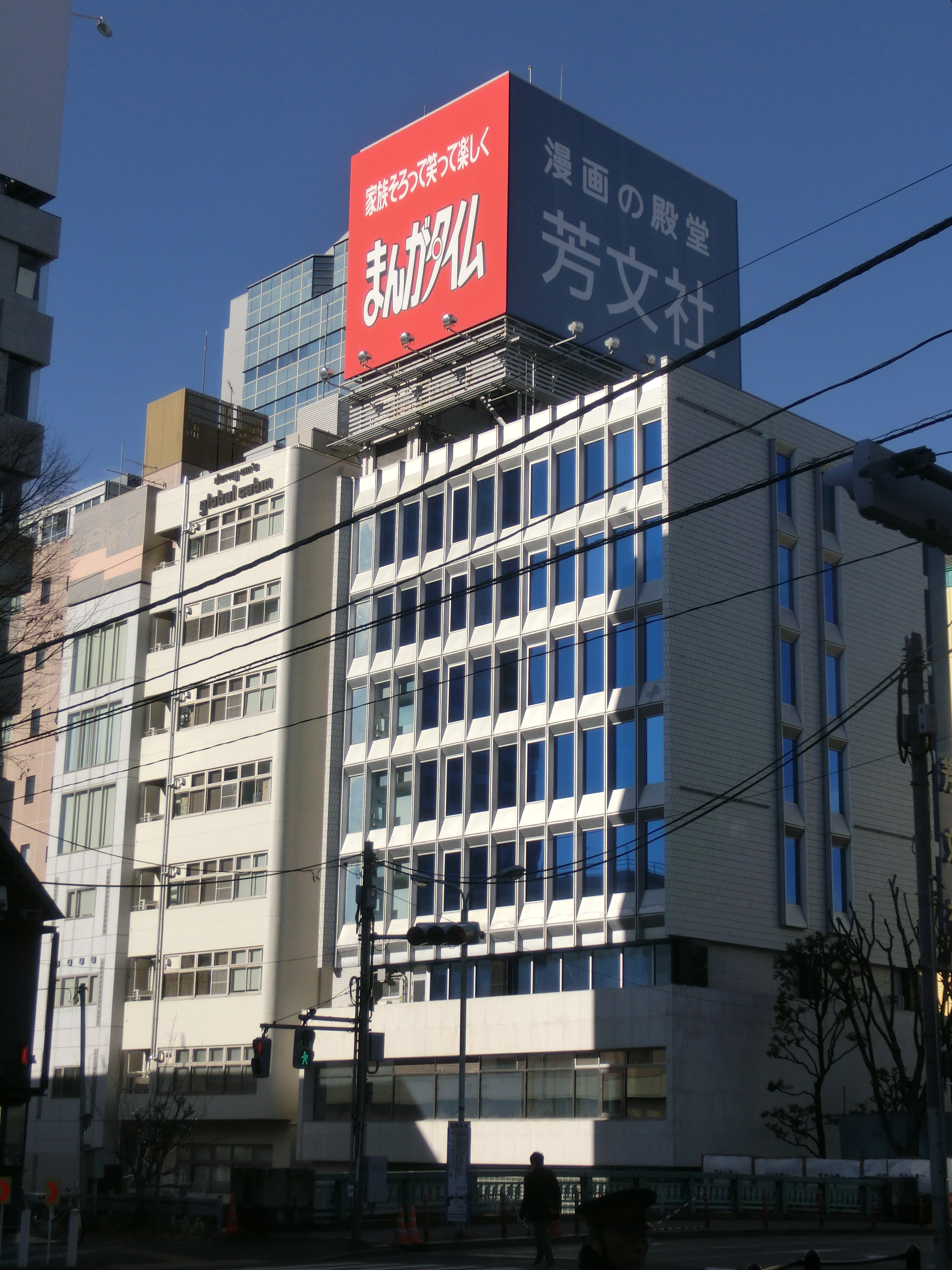
Siedziba wydawnictwa

Hōbunsha Co., Ltd. (jap. 株式会社芳文社 Kabushiki-gaisha Hōbunsha) – japońskie wydawnictwo zajmujące się publikacją czasopism i książek z mangami, założone 10 lipca 1950.

## Historia
W listopadzie 1956 roku firma Hōbunsha rozpoczęła wydawanie pierwszego w Japonii tygodnika z mangami – „Shūkan Manga Times”, a w czerwcu 1981 roku pierwszego czasopisma z mangami w formacie yonkoma – „Manga Time”. Główny filar przedsiębiorstwa stanowi publikowany od maja 2002 roku miesięcznik „Manga Time Kirara” z mangami yonkoma mającymi wywoływać moe. Według dyrektora Masahiko Takamisawy firma przyczyniła się do stworzenia „kultury moe”.
W grudniu 2017 roku wydana została gra RPG na urządzenia mobilne o nazwie Kirara Fantasia z postaciami z mang publikowanych w czasopismach „Kirara”.

## Wydawane czasopisma i mangi
Lista zawiera mangi, które otrzymały adaptacje anime.
- „Shūkan Manga Times” (od 1956)
- „Manga Time” (od 1981) – m.in. Ōya-san wa shishunki!
- „Manga Time Original” (od 1982) – m.in. Komori-san wa kotowarenai!
- „Manga Home” (od 1987) – m.in. Love Lab
- „Hanaoto” (od 1994)
- „Manga Time Kirara” (od 2002) – m.in. Sansha san'yō, Hitsugi Katsugi no Kuro. Kaichū tabi no wa, Atchi kotchi, Dōjin Work, K-On!, Yuyushiki, Slow Start, Urara Meirochō, Jōkamachi no danderaion
- „Manga Time Kirara Carat” (od 2003) – m.in. Hidamari Sketch, Dōjin Work, GA Geijutsuka Art Design Class, Kill Me Baby, K-On!, A Channel, New Game!, Blend S, Machikado mazoku, Ochikobore Fruit Tart, Anima Yell!, Koisuru shōwakusei
- „Manga Time Kirara Max” (od 2004) – m.in. Kanamemo, Kin-iro Mosaic, Gochūmon wa usagi desu ka?, Stella no mahō, Comic Girls
- „Manga Time Kirara Forward” (od 2006) – m.in. Dōjin Work, Hanayamata, Szkolne życie!, Yumekui Merry, Anne Happy, Beztroski kemping, Harukana Receive, Tamayomi

### Czasopisma obecnie niewydawane
- „Manga Time Special” (1989–2019) – m.in. Love Lab
- „Manga Time Jumbo” (1995–2018) – m.in. Re-Kan!
- „Manga Time Kirara Miracle!” (2012–2017) – m.in. Sakura Trick, Kōfuku Graffiti, Jōkamachi no Danderaion, Urara Meirochō

### Mangi niepublikowane w czasopismach
- Wakaba Girl (imprint Manga Time KR Comics)